# Bucht von Mónsul

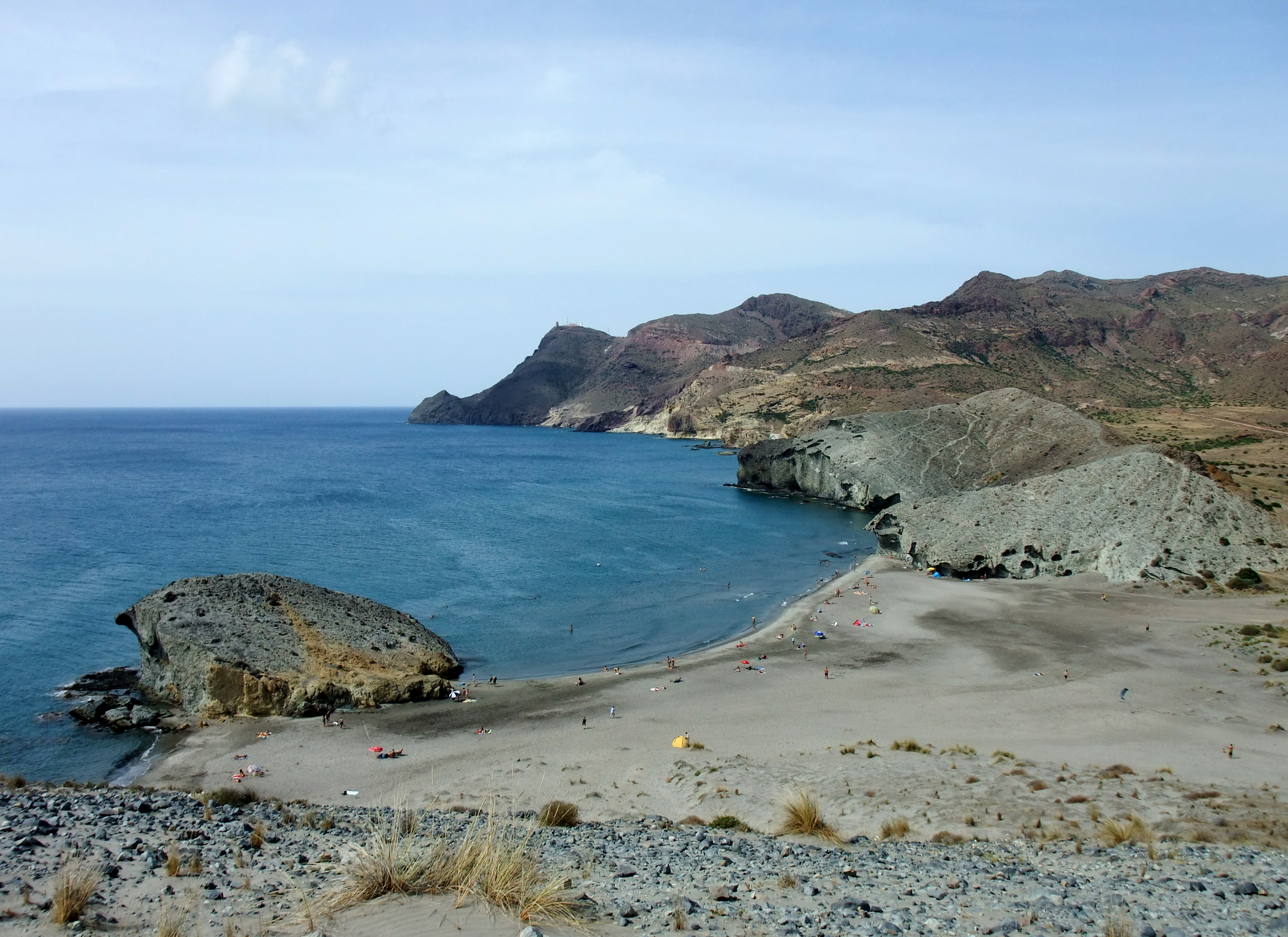
Bucht von Monsul im Naturpark Cabo de Gata.

Die Bucht von Mónsul (spanisch Ensenada de Mónsul) oder auch der Strand von Mónsul (spanisch Playa de Mónsul) liegt rund 4 km südwestlich der Gemeinde San José an der Küste Andalusiens in Spanien. Umgeben von dunklem Vulkangestein und bedeckt mit feinem grauen Sand gilt der 300 m lange und 45 m breite Strand als einer der schönsten in ganz Spanien.
Er liegt im Naturpark Cabo de Gata, dem letzten nahezu unverbauten Gebiet an der andalusischen Mittelmeerküste. Die überwiegend aus dunklem Vulkangestein bestehende Sierra del Cabo de Gata mit dem 493 m hohen Pico de los Frailes als höchstem Berg bedeckt den größten Teil des Naturparks. Die Region ist aufgrund der Trockenheit nur spärlich bewachsen. Das Gebirge fällt zum Meer im Süden bis zu einer Steilküste ab, wobei sich zahlreiche kleine Buchten und vorgelagerte Klippen gebildet haben.
Durch seine relative Abgelegenheit wurde das Gebiet vor der touristischen Erschließung geschützt. Schon frühzeitig war eine Umweltbewegung aktiv, die im Jahr 1984 ein Erschließungsprojekt an der Bucht von Mónsul erfolgreich verhinderte. Die Erklärung zum Naturpark erfolgte am 23. Dezember 1987, womit die weitere Erschließung in der Zukunft zumindest erschwert wird.

## Filmkulisse
An diesem Strand wurde eine Szene aus Indiana Jones und der letzte Kreuzzug (1989) gedreht, in der Henry Jones Sr. (gespielt von Sean Connery) ein Kampfflugzeug der Luftwaffe zum Absturz bringt, indem er die Möwen mit einem Regenschirm erschreckt.
Weitere Filme, die am Strand gedreht wurden, sind Antonius und Cleopatra (1972), Die unendliche Geschichte (1984), Die Abenteuer des Baron Münchhausen (1988) und Sprich mit ihr (2002).